# Лукіян Мушицький
Лукіян Мушицький (серб. Лукијан Мушицки / Lukijan Mušicki; *27 січня 1777, Темерін — †15 березня 1837, Карловац) — сербський мовознавець, письменник. Знав грецьку, латину, французьку, німецьку, італійську, російську та кілька інших слов'янських мов. Увів у сербську кирилицю літеру ђ.